# Birgit Lennartsson
Hanna Birgit Maria Lennartsson, gift Falk,  född 17 februari 1912 i Stockholm, död där 16 maj 1997, var en svensk skådespelare och sångerska. 

## Biografi
Birgit Lennartsson var dotter till sångarparet Eva och Torsten Lennartsson och debuterade i radioprogrammet Barnens brevlåda på 1920-talet tillsammans med sina syskon Eva-Lisa och Lars Lennartsson. Hon spelade både teater och operett och var en period engagerad vid Hippodromen i Malmö. Tillsammans med syskonen uppträdde hon i radioserien Solo, duo, trio på 1940-talet.
Birgit Lennartsson var 1933–1954 gift med direktör Tage Norée (1910–1998), son till skådespelarparet Ernst och Lia Norée, och de fick tre barn, bland dem gitarristen Eva Möller (född 1938). Efter skilsmässa var Lennartsson från 1955 gift med skådespelaren Lauritz Falk (1909–1990). Paret fick en dotter.
Birgit Lennartsson är moster till skådespelaren Per Myrberg.
Makarna Falk är gravsatta i minneslunden på Skogskyrkogården.

## Filmografi
- 1945 – Sten Stensson kommer till stan